# Římskokatolická farnost Ratibořské Hory
Římskokatoická farnost Ratibořské Hory je územním společenstvím římských katolíků v rámci táborského vikariátu Českobudějovické diecéze.

## O farnosti

### Historie
Ratibořské Hory původně patřily do farnosti Chýnov. V roce 1773 byl k místnímu kostelu ustanoven lokální kaplan, podřízený chýnovskému faráři. Samostatná farnost byla zřízena v roce 1786.

### Současnost
Duchovní správa farnosti je obstarávána ex currendo z Tábora-Klokot, farnost má laického materiálního administrátora.
| Fotografie | Kostel                 | Místo           | Bohoslužba               | Bohoslužba                       | Poznámka        |
| ---------- | ---------------------- | --------------- | ------------------------ | -------------------------------- | --------------- |
|            | Kaple                  | Malenín         | neslouží se pravidelně   | neslouží se pravidelně           | obecní kaple    |
|            | Kostel sv. Bartoloměje | Ratibořice      | 1. a 3. pondělí v měsíci | 15.15 v zimě, 16.00 v létě       | filiální kostel |
|            | Kostel sv. Vojtěcha    | Ratibořské Hory | neděle úterý             | 10.00 15.15 v zimě, 16.00 v létě | farní kostel    |